# Batesia floribunda
Batesia es un género monotípico de plantas fanerógamas de la familia Fabaceae. Su única especie, Batesia floribunda, es originaria de Sudamérica.

## Taxonomía
Batesia floribunda fue descrito por Spruce ex Benth.  y publicado en Transactions of the Linnean Society of London 25: 303, pl. 37. 1866.